# Десята династія єгипетських фараонів
X династія — одна з династій фараонів, що правили в Стародавньому Єгипті під час так званого  Першого перехідного періоду. Деякі дослідники об'єднують її з  IX династією. Загалом династію за місцем свого походження —  Гераклеополя — називають гераклеопольською чи царським домом Хеті.

## Історія
Час правління X династії орієнтовно відносять до:
- ? — 2070/40 рр. до н. е. — По І. Бікерману.
- ? — 2025/2020 рр. до н. е. — По Ю. фон Бекерату.
- ? — 1980+25 рр. до н. е. — По Е. Хорнунгу, Р. Крауссу і Д. Уорбертону.

Основним джерелом з історії династії є Манефон. Євсевій Кесарійський, посилаючись на Манефона, вказує, що Х династія правила 185 років, але згідно  Юлія Африкана IX і X династії правили в цілому всього 185 років. Це підтверджується археологічними даними.
Розділення фараонів гераклеопольської династії на IX і X сходить до Манефона, проте такий поділ штучний, тому деякі дослідники, зокрема Юрген фон Беккерат, об'єднують їх в одну династію. Про фараонів цієї династії відомо не дуже багато.  Туринський список містить 18 імен фараонів IX і X династій, не розділяючи їх. Але через сильне пошкодження папірусу імена фараонів з 10 по 18 прочитати неможливо. Деякі імена єгиптологам вдалося відновити за іншими джерелами.
При перших представниках династії фараони, згідно Манефону, поширили свій вплив на пониззі.
Однак у той же час посилюються номархи  Фів, що прийняли титул фараонів. Фіванська династія, що отримала назву  XI династії, поширила свою владу на Південний Єгипет. В результаті між двома династіями розгорілася запекла боротьба за панування над всім Єгиптом. Подробиці її практично не відомі. Переможцем в підсумку вийшла XI династія. Фіванський фараон Ментухотеп II на 39 році свого правління у Фівах розбив Гераклеопольського фараона, після чого об'єднав Єгипет.

## Список фараонів X династії
Згідно Туринському списку, в IX і X династіях було 18 фараонів. Перші 4 фараона відносять до IX династії. З 14 фараонів X династії повністю не збереглося жодного імені. Проте за іншими джерелами можна відновити кілька імен.
| Ім'я                | Хронологія                                                                                                 | Хронологія                                                                              | Примітки |
| Ім'я                | Е. Хорнунг, Р. Краусс, Д. Уорбертон                                                                        | Ю. фон Бекерат                                                                          | Примітки |
| Хеті III (імовірно) | В хронології Е. Хорнунга, Р. Крауса, Д. Уорбертона немає даних про кількість фараонів і роки їх правління. | Ю. фон Бекерату об'єднує цю династію з IX-ою, і вказує для обох 18 фараонів (без імен). | В Туринському списку його ім'я прочитати неможливо (збереглося тільки -ра-), але збереглася приписка: «син Неферкара». У Манефона відомий під ім'ям Ахтой III і названий засновником X династії. Правив не менше 20 років, при ньому гераклеопольська династія досягла найвищої могутності. Зміг поширити свою владу на все пониззя Єгипту, відновив іригаційну систему і переніс столицю в Мемфіс. Автор « Повчання гераклеопольского царя своєму синові Мерікара». |
| Мерікара Хеті       | В хронології Е. Хорнунга, Р. Крауса, Д. Уорбертона немає даних про кількість фараонів і роки їх правління. | Ю. фон Бекерату об'єднує цю династію з IX-ою, і вказує для обох 18 фараонів (без імен). | В Туринському списку збереглася тільки частина його імені (Мер ...- ра Хеті). Син Хеті IV. Воював з фіванськими фараонами в союзі з номархом Сіута Хеті II. Побудував піраміду в Саккарі. |
| Шед...              | В хронології Е. Хорнунга, Р. Крауса, Д. Уорбертона немає даних про кількість фараонів і роки їх правління. | Ю. фон Бекерату об'єднує цю династію з IX-ою, і вказує для обох 18 фараонів (без імен). | Ім'я частково збереглося в Туринському списку. |
| Хе...               | В хронології Е. Хорнунга, Р. Крауса, Д. Уорбертона немає даних про кількість фараонів і роки їх правління. | Ю. фон Бекерату об'єднує цю династію з IX-ою, і вказує для обох 18 фараонів (без імен). | Ім'я частково збереглося в Туринському списку. |
| Небкара Хеті        | В хронології Е. Хорнунга, Р. Крауса, Д. Уорбертона немає даних про кількість фараонів і роки їх правління. | Ю. фон Бекерату об'єднує цю династію з IX-ою, і вказує для обох 18 фараонів (без імен). | Відомий за написом на камені в Тель-ель-Ратабі і за « Повістю про промовистого селянина». |